# Coelometopon clandestinum
Coelometopon clandestinum är en skalbaggsart som beskrevs av Perkins 2005. Coelometopon clandestinum ingår i släktet Coelometopon och familjen vattenbrynsbaggar. Inga underarter finns listade i Catalogue of Life.